# IOS 4
iOS 4 là phiên bản lớn thứ tư của iOS, hệ điều hành trên điện thoại di động của công ty Apple Inc.. iOS 4 được phát triển tiếp nối từ iPhone OS 3. Phiên bản được công bố tại Hội nghị các nhà phát triển toàn cầu của hãng vào ngày 7 tháng 6 và được phát hành rộng rãi vào ngày 21 tháng 6 năm 2010. Đây là phiên bản đầu tiên với tên thương hiệu "iOS", chứ không còn là "iPhone OS" nữa. Bản kế tiếp của iOS 4 là iOS 5, phát hành ngày 12 tháng 10 năm 2011.
iOS 4 đã giới thiệu các thư mục trên màn hình chính, tăng đáng kể số lượng ứng dụng có thể hiển thị. Hỗ trợ cho hình nền tùy chỉnh cũng đã được thêm vào, mặc dù chỉ giới hạn ở các thiết bị mới hơn do yêu cầu về hiệu suất hoạt ảnh. Hệ điều hành cũng đã bổ sung tính năng đa nhiệm, cho phép các ứng dụng xử lý chức năng gọi điện qua Internet, vị trí và phát lại âm thanh ở chế độ nền, trong khi công nghệ "Chuyển đổi ứng dụng nhanh" tương tự nhưng bị hạn chế hơn cho phép bất kỳ ứng dụng nào không hoạt động ở chế độ nền trong khi người dùng chuyển đổi đến các ứng dụng khác. iOS 4 cũng đã thêm tính năng kiểm tra chính tả trên toàn hệ thống, bật iBooks trên iPhone, hợp nhất hộp thư đến Mail để kết hợp nội dung từ các nhà cung cấp email khác nhau và giới thiệu cả Trung tâm trò chơi để chơi trò chơi xã hội và FaceTime để gọi điện video.
Bản cập nhật iOS 4 đã gây ra các vấn đề về hiệu suất và pin trên các thiết bị iPhone 3G, với việc Apple đang điều tra vấn đề và hứa hẹn các bản cập nhật sắp tới. Tuy nhiên, công ty đã trở thành đối tượng của một vụ kiện từ một khách hàng không hài lòng về các vấn đề này. Cùng lúc đó, việc phát hành iPhone 4 và các sự cố ăng-ten sau đó đã khiến Apple tập trung vào việc cố gắng khắc phục sự cố bằng các bản cập nhật phần mềm nhưng không thành công.
Đây cũng là hệ điều hành iOS cuối cùng có ứng dụng iPod cho âm nhạc và video trên iPhone; bắt đầu với iOS 5, iPhone có các ứng dụng Nhạc và Video riêng biệt giống như các mẫu iPod Touch và iPad.